# TÜBİTAK
Die Türkische Anstalt für Wissenschaftliche und Technologische Forschung (türkisch Türkiye Bilimsel ve Teknolojik Araştırma Kurumu) mit Sitz in Ankara, abgekürzt TÜBİTAK, ist die wichtigste Einrichtung für die Organisation von Forschung und Entwicklung in der Türkei.
Das Ziel der 1963 von Staatspräsident Cemal Gürsel gegründeten Anstalt ist die Entwicklung, Förderung, Leitung und Koordination von Forschungs- und Entwicklungsarbeiten im Bereich der grundlegenden und angewandten Wissenschaften. Die verwaltungsmäßig und finanziell autonome Anstalt mit Sitz in Ankara berät die Regierung bei der Festlegung der Wissenschafts- und Technologiepolitik und finanziert zum Teil die Forschungs- und Entwicklungsarbeiten der Universitäten sowie des öffentlichen und privaten Sektors.
TÜBİTAK übernimmt auch die Sekretariatsdienste des "Hohen Rates für Wissenschaft und Technologie" (türkisch Bilim ve Teknoloji Yüksek Kurulu, kurz BTYK), der die türkische Forschungspolitik bestimmt und der aus den zuständigen Ministern und den Vertretern der betreffenden Institutionen besteht und vom Ministerpräsidenten geleitet wird.
TÜBITAK gibt Informationsdienste, wissenschaftliche Veröffentlichungen und die populäre Wissenschaftszeitschrift Bilim ve Teknik heraus.
Außerdem vergibt TÜBITAK Stipendien und Preise und organisiert jährlich die Türkischen Wissenschafts-Olympiaden (Ulusal Bilim Olimpiyatları).
Ende Juli/Anfang August 2016 wurden landesweit TÜBİTAK-Büros von der Polizei durchsucht, 167 Angestellte entlassen. Ihnen wird vorgeworfen, der Gülen-Bewegung nahezustehen.

## Angegliederte Forschungsinstitute
- Marmara-Forschungszentrum (Marmara Araştırma Merkezi, MAM) (1972) – Gebze
- Bursa Test and Analyse Labor (Bursa Test ve Analiz Laboratuvarı, BUTAL) – Bursa
- Çukurova Advanced Agricultural Technologies R&D Institute (Çukurova İleri Tarım Teknolojileri Araştırma Enstitüsü, ÇİTTAGE) – Adana
- Institut für Forschung und Entwicklung in der Rüstungsindustrie (Savunma Sanayii Araştırma ve Geliştirme Enstitüsü, SAGE) – Ankara
- Institute for Industrial Management (Türkiye Sanayi Sevk ve İdare Enstitüsü, TÜSSİDE) – Gebze
- Gründerzentrum TEKSEB und Teknopark – Gebze
- Basic Sciences Research Institute (Temel Bilimler Araştırma Enstitüsü, TBAE) – İstanbul
- Turkish National Research Institute of Electronics and Cryptology (Ulusal Elektronik ve Kriptoloji Araştırma Enstitüsü, UEKAE) – Gebze, Ankara (entwickelte die freie Linux-Distribution Pardus)
- Nationales Normungs-Institut (Ulusal Metroloji Enstitüsü, UME) – Gebze
- UZAY Space Technologies Research Institute (Uzay Teknolojileri Araştırma Enstitüsü, UZAY) – Ankara
- Nationale Sternwarte TÜBITAK (TÜBİTAK Ulusal Gözlemevi, TUG)
- Medizinisches Forschungs- und Entwicklungsinstitut "Refik Saydam"
- Mineralogisches Forschungs- und Schürfinstitut (MTA)
- Institut für Informationstechnologien und elektronische Forschung (BILTEN) – Ankara
- Genetic Engineering and Biotechnology Research Institute (GMBAE/RIGEB), seit 2006 eingegliedert in MAM